# 达斯冈
达斯冈（Tasgaon，发音ⓘ）是印度马哈拉施特拉邦桑格利县的一个城镇。总人口33435（2001年）。

## 人口
该地2001年总人口33435人，其中男性17381人，女性16054人；0—6岁人口4218人，其中男2367人，女1851人；识字率73.96%，其中男性为79.68%，女性为67.77%。